# Sanlam
Sanlam ist ein südafrikanisches Versicherungsunternehmen mit Sitz in Kapstadt. Die Unternehmensgeschichte reicht bis ins Jahr 1917 zurück; heute ist Sanlam eines der größten Unternehmen Afrikas.

## Geschichte

### Anfänge
Im Dezember 1917 trafen sich die Geschäftsleute Charlie G. Fichardt, Willie A. Hofmeyr, Charlie R. Louw, Pieter A. Malan, Fred H. Dormehl, Antoon F. Benning (alle Südafrikaner) und der Schotte Alfred McDowell in Kapstadt, um die Gründung einer Versicherungsgesellschaft zu diskutieren. Diese wurde als Suid-Afrikaanse Nasionale Trust en Assuransie Maatskappij (Nationale Südafrikanische Treuhand- und Versicherungsgesellschaft), Santam, am 28. März 1918 registriert. Die Lebensversicherungssparte wurde in ein eigenständiges Unternehmen ausgegliedert um sicherzustellen, dass langfristige Profite für die Versicherungsnehmer und die kurzfristigen Gewinne für die Gesellschafter getrennt würden. Sanlam wurde am 9. Juni 1918 als Suid-Afrikaanse Nasionale Lewens Assuransie Maatskappij Beperk (Nationale Südafrikanische Lebensversicherungsgesellschaft) registriert, der Mutterkonzern Santam konzentrierte sich auf kurzfristige Versicherungen.

### 20. Jahrhundert
In der Depression nach dem Zweiten Burenkrieg und der Spanischen Grippe hatte Sanlam mit Problemen zu kämpfen und erwirtschaftete in den ersten Jahren nur kleine Überschüsse, die Haupteinnahmen kam aus ländlichen Gebieten, bevor man Ende der 1920er Jahre die Aktivität in Städten verstärkte. Nach dem Zweiten Weltkrieg erweiterte Sanlam seine Geschäftsfelder und wuchs weiter. Der langjährige Vorsitzende M. S. Louw wechselte in die Führung des südafrikanischen Staatsunternehmens Industrial Development Corporation. 1953 betrug die Mitarbeiterzahl von Sanlam etwa 800 Personen.
1954 wurde die Gesellschaft in eine Versicherungsgesellschaft auf Gegenseitigkeit umgewandelt. Das Unternehmen wurde Ende des 20. Jahrhunderts zu einem der größten südafrikanischen Versicherungsunternehmen, 1998 demutualisierte man in eine Aktiengesellschaft und ging man an die Johannesburger Börse und die Börse Namibia.

### Nach 2000
Sanlam wurde in das BEE-Politikkonzept integriert. 2004 übernahm das von Patrice Motsepe geführte Unternehmen Ubuntu-Botho Investments im Rahmen einer BEE-Transaktion 10 Prozent von Sanlam. 2006 erwarb man Anteile mehrerer Unternehmen und vergrößerte seine Aktivitäten auf die Bereitstellung von Finanzdienstleistungen für das Einstiegssegment. 2007 überstieg der Geschäftszufluss erstmals in der Geschichte des Unternehmens 100 Milliarden Südafrikanische Rand. Sanlam erweitert sein Geschäftsbereich nach Asien, wo man 2012 26 Prozent der indischen Shriram-Gruppe kauften, in Malaysia und Indonesien übernahm man Lebensversicherungen.
2023 ging Sanlam ein Joint-Venture mit der Allianz SE ein, was 2025 unter dem Namen SanlamAllianz in Afrika implementiert wurde.

## Vorstände
Die Unternehmensvorstände von Sanlam haben im Lauf der Zeit verschiedene Titel gehabt, teilweise haben sie das Unternehmen auch nebeneinander geführt.
| Name                | Datum                                                 | Titel                                                               |
| ------------------- | ----------------------------------------------------- | ------------------------------------------------------------------- |
| Fred H Dormehl      | 20. Juni 1918 – Oktober 1918 (an Influenza gestorben) | Managing Director                                                   |
| Alfred MacDowell    | 1918 – Juni 1920                                      | General Manager                                                     |
| Willie A Hofmeyr    | 1918 – ?                                              | Managing Director                                                   |
| C R Louw            | 4. Juni 1920 – 1922                                   | Managing Director                                                   |
| G F de Villiers     | 17. März 1922 – ?                                     | General Manager                                                     |
| M S Louw            | 1. Oktober 1927 – 1949                                | Manager, ab 1946 Managing Director                                  |
| G F S de Villiers   | 1935 – Oktober 1948                                   | General Manager                                                     |
| Andreas D Wassenaar | Oktober 1948 – März 1969                              | General Manager, ab Dezember 1965 Managing Director                 |
| P J F Scholtz       | März 1969 – April 1978                                | Managing Director                                                   |
| Fred J du Plessis   | Mai 1978 – April 1985                                 | Managing Director                                                   |
| Pierre Steyn        | April 1985 – März 1993                                | Managing Director, ab April 1991 Executive Head und Deputy Chairman |
| Desmond K Smith     | April 1993 – Dezember 1997                            | Managing Director                                                   |
| Marinus Daling      | Dezember 1997 – April 2001                            | Executive Head und Executive Chairman                               |
| Leon Vermaak        | Mai 2001 – Dezember 2002                              | Executive Head                                                      |
| Flip de V Rademeyer | Dezember 2002 – März 2003                             | Acting Executive Head                                               |
| Johan van Zyl       | 31. März 2003 – heute                                 | Executive Head, ab 15. Juli 2003 Group Chief Executive              |

## Logo

Logo von 1918

Die Logos von Sanlam haben mit der Zeit stark variiert, teilweise wurden sie auch gleichzeitig eingesetzt. Das anfängliche Logo von 1918 zeigt die Initialen des Unternehmens, 1926 wurde es umgestaltet und zeigte den Hauptsitz mit einer Karte Südafrikas als Hintergrund. Auf den Logos zwischen 1932 und 1952 sind der Springbock, Vögel und der Schriftzug „Sanlam“ zu lesen. Von 1953 bis 1967 war das Logo ein schwarzer Balken auf dem in weiß Sanlam stand, 1968 wurde das Logo ein stilisiertes S. 1970 wurde Blau die Unternehmensfarbe. Ab 1973 hatte man zwei pflegenden Hände als Logo, die heutige Form des Logos stammt von 1991.